# أنور الله تشودري
أنوار الله تشودري (بالإنجليزية: Anwarullah Chowdhury)‏ (مواليد 1945 في منطقة فيني، الهند البريطانية) أكاديمي بنغلاديشي. شغل منصب نائب رئيس الجامعة الرابع والعشرين في دكا. كان سفير بنغلاديش في البحرين.

## التعليم والمسيرة المهنية
حصل تشودري على شهادة الماجستير في علم الاجتماع من جامعة دكا والدكتوراه من كلية دلهي للاقتصاد.
كان تشودري عضوا في لجنة المنح الجامعية وهو أستاذ زائر في جامعة ولاية مينيسوتا (مانكاتو)جامعة ولاية مينيسوتا وهو زميل زائر في جامعة ساسكس وعميد كلية العلوم الاجتماعية. يتولى رئاسة قسم الأنثروبولوجيا في جامعة دكا.
عين تشودري نائبا لمستشار الجامعة الخضراء في بنغلاديش في فبراير 2008 وجامعة بنغلاديش الإسلامية في أبريل 2014.

### الجدل
في 1 أغسطس 2002 استقال تشودري مع المسئول عن النظام نظر الإسلام من منصب نائب رئيس جامعة دكا بعد هجوم على قاعة شمسونهار النسائية من قبل رجال الشرطة في 23 يوليو. كانت الطالبات يحتججن على إقامة غير قانونية للناشطين السياسيين في المهاجع الجامعية. واجه تشودري انتقادات في ذلك الوقت لعدم اتخاذ إجراءات ضد اعتداء الشرطة.
في أغسطس 2015 أنشئ في صندوق الأنثروبولوجيا بجامعة دكا صندوق استئماني قيمته 600 ألف تاكا يدعى «صندوق الأستاذ الدكتور أنور الله تشودري الاستئماني». ألغي الصندوق الاستئماني في غضون شهر عقب احتجاجات طلابية ضده.